# Cantó de Comps d'Artubi
El cantó de Comps d'Artubi és un cantó francès del departament de la Var, situat al districte de Draguinhan. Té 9 municipis i el cap és Comps d'Artubi.

## Municipis
- Bargema
- La Bastida
- Lo Borguet
- Brenon
- Castèuvièlh
- Comps d'Artubi
- La Martra
- La Ròca Esclapon
- Trigança

## Història
| Data d'elecció                           | Identitat         | Partit        | Qualitat |
| ---------------------------------------- | ----------------- | ------------- | -------- |
| 1964-1970                                | M. Maurel         | SFIO          |          |
| 1970-197.                                | M. Maynard        | Divers droite |          |
| 197.-1985                                | M. Levavasseur    | apps. PS      |          |
| 1985-2007                                | Max Demaria       | PS            |          |
| 2007-                                    | Raymonde Carletti | PS            |          |
| les dades anteriors no són pas conegudes |                   |               |          |
|                                          |                   |               |          |

| 1962 | 1968 | 1975 | 1982 | 1990 | 1999  | 2006  |
| ---- | ---- | ---- | ---- | ---- | ----- | ----- |
| 614  | 717  | 754  | 852  | 928  | 1.109 | 1.294 |